# Manuel Sosa (pintor)
Manuel Sosa (Cáceres, España, 1964) es un ilustrador y pintor español. La temática de su obra se centra en la naturaleza ibérica, con un estilo pictórico realista y con un avanzado trabajo de la luz y el color. Estudió biología en Madrid, e inició su carrera como pintor en 1998. Sus ilustraciones sobre fauna, flora y paisajes han sido publicado en editoriales tales como Periplo Ediciones, Plaza & Janés, Planeta, Salvat, El País, Santillana o Anaya. Ha ilustrado varios libros, enciclopedias y cómics, e incluso animaciones para la TV. En la actualidad ya no ejerce como ilustrador para editoriales, pero sí mantiene su actividad como pintor afincado en Moralzarzal, en la Comunidad de Madrid.
Ha sido galardonado con la máxima distinción por la Academia Europea de las Artes. Pintó para el salón de Felipe VI un óleo titulado El último lince, comisionado por la Fundación Botín.